# Liste des albums musicaux numéro un au Billboard 200 en 2021
Cette page présente les albums musicaux numéro 1 chaque semaine en 2021 au Billboard 200, le classement officiel des ventes d'albums aux États-Unis établi par le magazine Billboard. Les cinq meilleures ventes annuelles sont également listées.

## Classement hebdomadaire
| Date         | Artiste(s)                    | Titre                       | Référence |
| ------------ | ----------------------------- | --------------------------- | --------- |
| 2 janvier    | Taylor Swift                  | Evermore                    |           |
| 9 janvier    | Playboi Carti                 | Whole Lotta Red             |           |
| 16 janvier   | Taylor Swift                  | Evermore                    |           |
| 23 janvier   | Morgan Wallen                 | Dangerous: The Double Album |           |
| 30 janvier   | Morgan Wallen                 | Dangerous: The Double Album |           |
| 6 février    | Morgan Wallen                 | Dangerous: The Double Album |           |
| 13 février   | Morgan Wallen                 | Dangerous: The Double Album |           |
| 20 février   | Morgan Wallen                 | Dangerous: The Double Album |           |
| 27 février   | Morgan Wallen                 | Dangerous: The Double Album |           |
| 6 mars       | Morgan Wallen                 | Dangerous: The Double Album |           |
| 13 mars      | Morgan Wallen                 | Dangerous: The Double Album |           |
| 20 mars      | Morgan Wallen                 | Dangerous: The Double Album |           |
| 27 mars      | Morgan Wallen                 | Dangerous: The Double Album |           |
| 3 avril      | Justin Bieber                 | Justice                     |           |
| 10 avril     | Rod Wave                      | SoulFly                     |           |
| 17 avril     | Justin Bieber                 | Justice                     |           |
| 24 avril     | Taylor Swift                  | Fearless (Taylor's Version) |           |
| 1er mai      | Young Thug et divers artistes | Slime Language 2            |           |
| 8 mai        | Moneybagg Yo                  | A Gangsta's Pain            |           |
| 15 mai       | DJ Khaled                     | Khaled Khaled               |           |
| 22 mai       | Moneybagg Yo                  | A Gangsta's Pain            |           |
| 29 mai       | J. Cole                       | The Off-Season              |           |
| 5 juin       | Olivia Rodrigo                | Sour                        |           |
| 12 juin      | Taylor Swift                  | Evermore                    |           |
| 19 juin      | Lil Baby et Lil Durk          | The Voice of the Heroes     |           |
| 26 juin      | Polo G                        | Hall of Fame                |           |
| 3 juillet    | Olivia Rodrigo                | Sour                        |           |
| 10 juillet   | Tyler, The Creator            | Call Me If You Get Lost     |           |
| 17 juillet   | Olivia Rodrigo                | Sour                        |           |
| 24 juillet   | Olivia Rodrigo                | Sour                        |           |
| 31 juillet   | Pop Smoke                     | Faith                       |           |
| 7 août       | The Kid Laroi                 | F*ck Love                   |           |
| 14 août      | Billie Eilish                 | Happier Than Ever           |           |
| 21 août      | Billie Eilish                 | Happier Than Ever           |           |
| 28 août      | Billie Eilish                 | Happier Than Ever           |           |
| 4 septembre  | Olivia Rodrigo                | Sour                        |           |
| 11 septembre | Kanye West                    | Donda                       |           |
| 18 septembre | Drake                         | Certified Lover Boy         |           |
| 25 septembre | Drake                         | Certified Lover Boy         |           |
| 2 octobre    | Drake                         | Certified Lover Boy         |           |
| 9 octobre    | YoungBoy Never Broke Again    | Sincerely, Kentrell         |           |
| 16 octobre   | Taylor Swift                  | Fearless (Taylor's Version) |           |
| 23 octobre   | Drake                         | Certified Lover Boy         |           |
| 30 octobre   | Young Thug                    | Punk                        |           |
| 6 novembre   | Drake                         | Certified Lover Boy         |           |
| 13 novembre  | Ed Sheeran                    | =                           |           |
| 20 novembre  | Summer Walker                 | Still Over It               |           |
| 27 novembre  | Taylor Swift                  | Red (Taylor's Version)      |           |
| 4 décembre   | Adele                         | 30                          |           |
| 11 décembre  | Adele                         | 30                          |           |
| 18 décembre  | Adele                         | 30                          |           |
| 25 décembre  | Adele                         | 30                          |           |

## Classement annuel
Les 5 meilleures ventes d'albums de l'année aux États-Unis selon Billboard :
1. Morgan Wallen - Dangerous: The Double Album
2. Olivia Rodrigo - Sour
3. Pop Smoke - Shoot for the Stars, Aim for the Moon (en)
4. Taylor Swift - Evermore
5. Drake - Certified Lover Boy

## Lien connexe
- Liste des titres musicaux numéro un aux États-Unis en 2021